# Flempton
Flempton är en by och en civil parish i distriktet West Suffolk i Suffolk i England. Orten har 156 invånare (2001). Den har en kyrka.